# США и Канада: экономика, политика, культура
«США и Канада: экономика, политика, культура» — российский ежемесячный научный и общественно-политический журнал, освещающий важнейшие проблемы, касающиеся истории, современного состояния и перспектив экономического, политического и культурного развития США и Канады, а также российско-американских и российско-канадских отношений.
Журнал издаётся Институтом США и Канады РАН.

## История

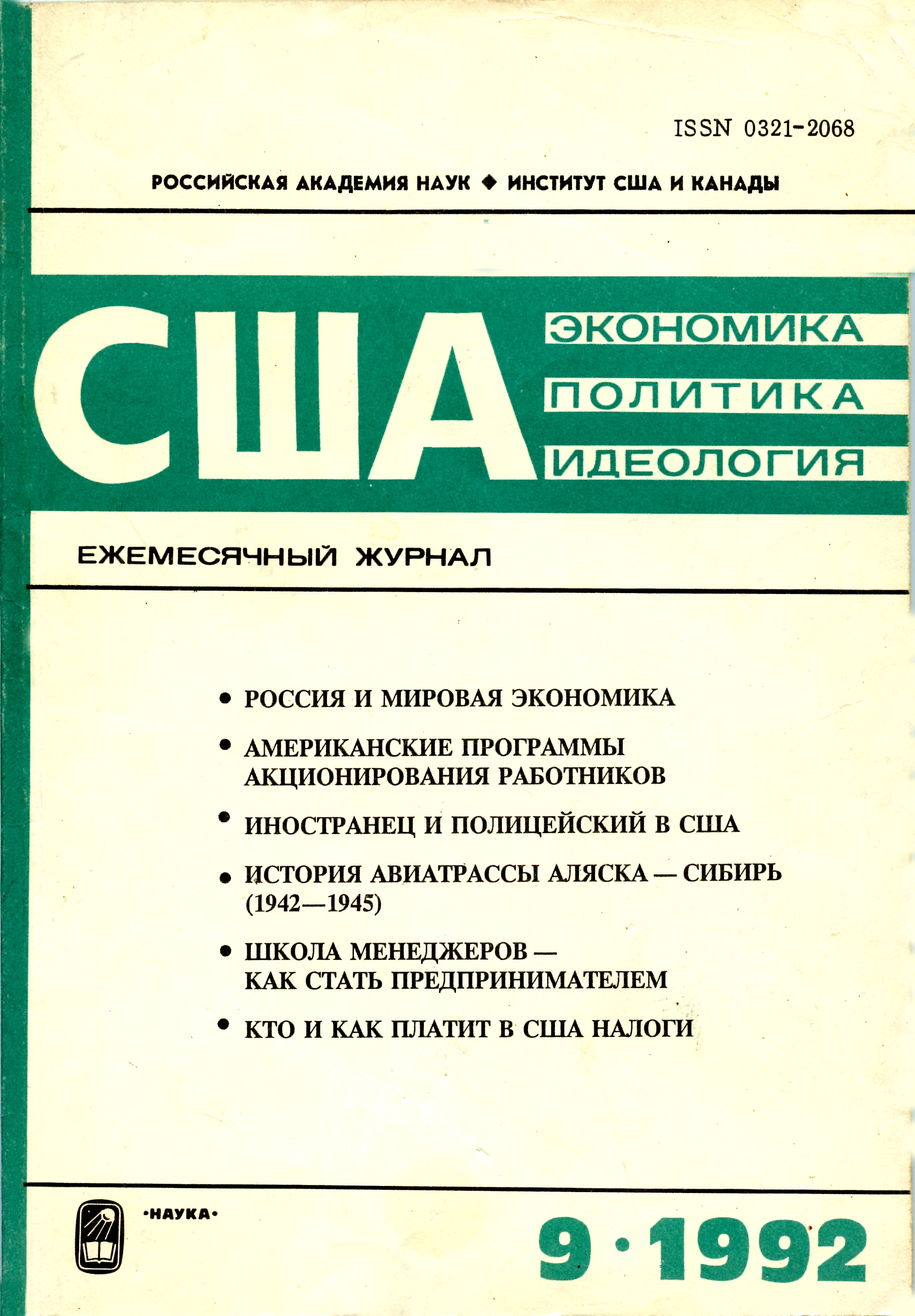
Обложка журнала «США. Экономика. Политика. Идеология», 1992, № 9

Журнал основан в январе 1970 года под названием «США — экономика, политика, идеология».
В издании освещаются вопросы современных американских отношений, внутренней политики, внешнеполитической и военно-политической доктрины США. Также анализируется состояние американской промышленности, сельского хозяйства, финансов, торговли, транспорта, науки и культуры. В журнале в разное время рассматривались вопросы классовой борьбы, антимонополистического движения, борьбы против расовой дискриминации, социальные, экономические и политические последствия научно-технической революции в США.
В 1976 году тираж составлял 34 тысячи экземпляров, а в 1985 году тираж журнала составлял 29,5 тысяч экземпляров.

Как вспоминает Мартин Ландерс: 
во всех ларьках «Союзпечать» свободно продавался журнал «Политика и экономика США». Я ещё очень удивлялся, что его позволяют покупать кому угодно. Это была самая крутая антисоветская штука, которую только можно было придумать. Ты читал этот журнал, и тебе не надо было никакой больше агитации. Конечно, там никто не говорил, что капитализм – хорошо, социализм – плохо. Но если у тебя было чуть более чем две извилины в голове, ты просто мог читать этот журнал и проецировать на ту действительность, которая вокруг тебя. Просто сравнивать цифры, экономические тонкости и детали, но, прежде всего, отношения между людьми.
Современное название журнал носит с 1999 года.
В настоящее время журнал «США и Канада: экономика, политика, культура» продолжает пользоваться высоким авторитетом и включён в список российских научных журналов ВАК Минобрнауки России.
Журнал входит в базу данных RSCI РИНЦ.

### Главные редакторы
- д.и.н. В. М. Бережков (1970—1998)
- д.и.н. Э. А. Иванян (1999—2012)
- к.э.н. В. А. Спичкин (2013—2016, и. о.)
- д.пол.н. А. Н. Панов (с 2017)

## Редакционная коллегия
В состав редколлегии входят: д.и.н. В. Н. Гарбузов, Т. Грэм (США), к.т. н. П. С. Золотарёв, д.э.н. Е. Г. Комкова, к.ю.н. К. И. Косачев, С. В. Лавров, д.э.н. Л. Ф. Лебедева, д.и.н. В. П. Лукин, член-корр. РАН М. Г. Носов, д.э.н. О. Г. Овчинников, Пан Давэй (КНР), д.э.н. А. А. Пороховский, д.э.н. М. А. Портной, акад. С. М. Рогов, Е. К. Рогульская (зав. редакцией), С. А. Рябков, Н. Симотомаи (Япония), А. Стент (США), член-корр. РАН В. Б. Супян, К. Того (Япония), д.пол.н. Т. А. Шаклеина.

## Основные рубрики журнала
Вопросы теории; Экономические обзоры; На актуальную тему; Переводы; Комментарии, заметки; Государство и право; В мире бизнеса; Книжная полка и др.